# Pentur
Pentur is een bestuurslaag in het regentschap Boyolali van de provincie Midden-Java, Indonesië. Pentur telt 3020 inwoners (volkstelling 2010).